# Al Mulock
Alfred Mulock Rogers (n. 30 iunie 1925, Toronto, Ontario, Canada – d. mai 1968, Guadix, Andaluzia, Spania), cunoscut sub numele Al Mulock sau Al Mulloch, a fost un actor de personaj canadian.

## Biografie
Alfred Mulock Rogers s-a născut pe 30 iunie 1926 în Toronto, Ontario. A fost singurul copil al lui Adèle Cawthra Mulock (1904–1970) și al lui Alfred Rogers. Pe linie maternă, acesta este descendent al familie Mulock, al cărei patriarh era Sir William Mulock⁠(d) KCMG, fost director al poștei canadiene.

## Cariera
A studiat la Actors Studio⁠(d) din New York City, Statele Unite. Mai târziu, a înființat The London Studio împreună cu David de Keyser⁠(d), instituție în care actorii britanici învățau interpretarea metodică. Mulock a devenit activ în industria cinematografică britanică în anii 1950 și la începutul anilor 1960, având numeroase apariții în seriale și filme de televiziune.
Acesta este cunoscut pentru rolurile sale din filmele spaghetti western, în special pentru cele două colaborări cu Sergio Leone în lungmetrajele Cel bun, cel rău și cel urât și Undeva, cândva în Vest. În primul, Mulock apare alături de personajul interpretat de Eli Wallach, iar în cel de-al doilea este împușcat de personajul lui Charles Bronson în prima scenă a filmului.

## Moartea
Mulock s-a sinucis în mai 1968 în timpul turnării filmului Undeva, cândva în Vest; acesta s-a aruncat de la etaj⁠(d) din camera sa de hotel în Guadix, Granada, Spania. Conform surselor, Mulok purta costumul de cowboy în momentul sinuciderii. Scenaristul Mickey Knox⁠(d) și directorul de producție Claudio Mancini au fost martori la sinucidere. Mulock a supraviețuit căderii, dar a avut un plămân perforat de o coastă ruptă în timpul transportului la spital. Nu se cunosc motivele din spatele deciziei sale și nici de ce a ales să se sinucidă îmbrăcat în costumul de cowboy. Cu un an înainte de sinuciderea sa, soția îi murise de cancer de col uterin. Mickey Knox a susținut în cartea sa - The Good, the Bad and the Dolce Vita - că Mulock era dependent de droguri și s-a sinucis din disperare, deoarece nu a reușit să cumpere droguri în Guadix.

## Filmografie
- Joe MacBeth (1955) – primul asasin
- Wicked as They Come (1956) – rol secundar (necreditat)
- Interpol (1957) – Interrogator
- Kill Me Tomorrow (1957) – Rod
- The One That Got Away (1957) – US Patrolman at Ogdensburg (necreditat)
- High Hell (1958) – Frank Davidson
- Death Over My Shoulder (1958) – Brainy Peterson
- Dial 999 (TV series) ('Commando Crook', episod) (1958) - Kendall
- The Sheriff of Fractured Jaw (1958) – Henchman (necreditat)
- Tarzan's Greatest Adventure (1959) – Dino
- Jazz Boat (1960) – Dansator
- In the Nick (1960) – Dansator
- Tarzan the Magnificent (1960) – Martin Banton
- The Mark (1961) – Deținut
- The Hellions (1961) – Mark Billings
- The Longest Day (1962) – rol minor (necreditat)
- The Small World of Sammy Lee (1963) – Dealer
- Call Me Bwana (1963) – Second Henchman
- Game for Three Losers (Edgar Wallace Mysteries)(1965) – Nick
- Dr. Terror's House of Horrors (1965) – Detectiv (segmentul "Vampire")
- Lost Command (1966) – Mugnier
- The Good, the Bad and the Ugly (1966) – Vânătorul de recompense ciung
- Huyendo del halcón (1966) (lansat în 1973)
- The Hellbenders (1967) – Cerșetor
- The Treasure of Makuba (1967) – Pat
- Battle Beneath the Earth (1967) – Sgt. Marvin Mulberry
- Reflections in a Golden Eye (1967) – Soldat (necreditat)
- Day of Anger (1967) – Wild Jack (necreditat în versiunea italiană)
- Shoot Twice (1968)
- Once Upon a Time in the West (1968) – Knuckles – Membru al bandei lui Frank (necreditat) (rol de film final)